# Ժ

Ժとժ

筆記体

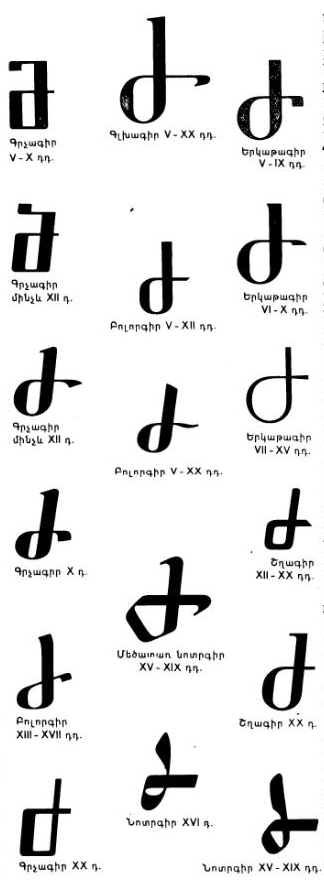
Ժとժの様々な書体

Ժ, ժ（アルメニア語: ժեまたはժէ、発音はže）は、アルメニア文字の10番目の文字である。405年ごろにメスロプ・マシュトツによって作成されたと見られる。

## 使用
東アルメニア語と西アルメニア語では有声後部歯茎摩擦音[ʒ]を表す。ラテン文字化する時は「Ž」または「Zh」と記す。記数法では10を表す。

## 書体

## 符号位置
| 文字 | Unicode | JIS X 0213 | 文字参照        | 備考 |
| ---- | ------- | ---------- | --------------- | ---- |
| Ժ    | U+053A  | -          | &#x53A; &#1338; |      |
| ժ    | U+056A  | -          | &#x56A; &#1386; |      |